# Gnestapartiet
Gnestapartiet (GNP) var ett lokalt politiskt parti i Gnesta kommun. Partiet bildades genom en utbrytning ur Ny demokrati.

## Valresultat
| År   | Röster | %   | Antal mandat |
| ---- | ------ | --- | ------------ |
| 1994 | -      | -   | 1 av 31      |
| 1998 | -      | 2,4 | 1 av 31      |
| 2002 | 74     | 1,2 | 0 av 31      |